# Dzidra Levicka
Dzidra Levicka-Jupe (ur. 25 stycznia 1932) – łotewska lekkoatletka startująca w barwach ZSRR, biegaczka średniodystansowa, medalistka mistrzostw Europy z 1958.
Zdobyła brązowy medal w biegu na 800 metrów na mistrzostwach Europy w 1958 w Sztokholmie, przegrywając jedynie ze swą koleżanką z reprezentacji Jelizawietą Jermołajewą i Diane Leatherz Wielkiej Brytanii.
Była wicemistrzynią ZSRR w biegu na 800 metrów w 1959 oraz brązową medalistką na tym dystansie w 1956, 1957 i 1958.
Rekordy życiowe Levickiej:
| Konkurencja        | Data i miejsce              | Wynik  |
| ------------------ | --------------------------- | ------ |
| bieg na 400 metrów | 19 września 1957, Charków   | 55,6   |
| bieg na 800 metrów | 24 sierpnia 1958, Sztokholm | 2:06,6 |